# Lonchocarpus mirandinus
Lonchocarpus mirandinus är en ärtväxtart som beskrevs av Henri François Pittier. Lonchocarpus mirandinus ingår i släktet Lonchocarpus och familjen ärtväxter. Inga underarter finns listade i Catalogue of Life.